# Endolophia
Endolophia é um gênero de mariposa pertencente à família Crambidae.